# Хагвердиев, Эйюб Мамедали оглы
Эйюб Хагвердиев Мамедали оглы (азерб. Əyyub Haqverdiyev Məmmədəli oğlu; 15 март 1911, Нахичевань – 12 июнь 1996, Нахичевань) — азербайджанский театральный актер, Народный артист Азербайджанской ССР (1964 год).

## Биография
Эйюб Хагвердиев родился 15 марта 1911 года в Нахичевани. В 1930 году он окончил Нахичеванский педагогический техникум. В период с 1930 по 1996 годы работал в Нахичеванском государственном музыкально-драматическом театре имени Дж. Мамедкулизаде. Он был известен как исполнитель комических ролей, но также создавал и драматические и трагические образы. В 1948-1950 годах был депутатом Верховного Совета Нахичеванской АССР.
Эйюб Хагвердиев играл роли Мешеди Ибада, Вели ("Не та, так эта", "Аршин мал алан", У. Гаджибеков), Дурсуна ("Журавль", С. Рустам), Мирза Самендера, Акшина ("Алмаз", "Огненная невеста", Дж. Джаббарлы), Сурхая ("Свадьба", Сабит Рахман) и т.д..
Эйюб Хагвердиев скончался 12 июня 1996 года в Нахичевани.

## Звания и награды
- Медаль "За отличие в труде"
- Медаль "За героизм в труде"
- Медаль "Отличник Культуры"
- Почетное звание "Заслуженный артист Азербайджанской ССР"  —  17 июня 1943[3]
- Почетное звание "Народный артист Азербайджанской ССР" — 14 октября 1964[4]